# Trümmerliteratur
Die Trümmerliteratur (auch Literatur der Stunde Null, Kriegs- oder Heimkehrerliteratur) ist eine deutsche Literaturepoche. Sie entstand in Deutschland unmittelbar nach dem Zweiten Weltkrieg, war jedoch von kurzer Dauer und trat Anfang der 1950er Jahre gegenüber komplexeren und experimentelleren Formen der Literatur zurück, die an die literarische Moderne anknüpften. Wichtige Vertreter der Trümmerliteratur sind Alfred Andersch, Heinrich Böll, Wolfgang Borchert, Günter Eich, Hans Werner Richter und Wolfgang Weyrauch. Sie prägte auch die ersten Jahre der Gruppe 47. Eng verknüpft ist der Begriff Kahlschlagliteratur.